# Smyrniopsis aucheri
Smyrniopsis aucheri là một loài thực vật có hoa trong họ Hoa tán. Loài này được Boiss. miêu tả khoa học đầu tiên.